# Todd (namn)
Todd är ett engelskt mansnamn. Ursprunget är medelengelska todde som ledde till efternamnet Todd med betydelsen "fox" (räv). Den 7 april 2025 fanns det 525 personer i Sverige med förnamnet Todd.

## Personer med förnamnet Todd
- Todd Akin (1947–2021), amerikansk politiker
- Todd Bertuzzi (1975–), kanadensisk ishockeyspelare
- Todd Ewen (1966–2015), kanadensisk ishockeyspelare

## Fiktiva figurer
- Todd Darling – en rollfigur i Ersättarna
- Todd Flanders – en rollfigur i Simpsons
- Todd Ianuzzi – en kriminell, våldsam ligisit i Beavis and Butthead
- Dr. Todd "The Todd" Quinlan – en rollfigurer i Scrubs
- Todd – före detta pirat, se Sherlock Hund